# تریونتو
تریونتو (به ایتالیایی: Trivento) یک کومونه در ایتالیا است که در استان کامپوباسو واقع شده‌است.

## خصوصیات
تریونتو ۷۳٫۳ کیلومترمربع مساحت و ۵٬۲۰۰ نفر جمعیت دارد و ۵۹۹ متر بالاتر از سطح دریا واقع شده‌است.